# Scott McGrory
Scott McGrory, OAM (* 22. Dezember 1969 in Walwa, Victoria) ist ein ehemaliger australischer Radrennfahrer und Olympiasieger.

## Sportliche Laufbahn
Als 18-Jähriger gewann Scott McGrory Bronze bei den Olympischen Spielen 1988 in der Vierer-Mannschaftsverfolgung. 1994 wechselte er zu den Profis. Bei den Olympischen Spielen 2000 in seinem Heimatland gewann er gemeinsam mit Brett Aitken die Goldmedaille im Zweier-Mannschaftsfahren.
In Europa wurde McGrory hauptsächlich als Fahrer bei Sechstagerennen bekannt, von denen er 15 gewann. Sein Standardpartner war der Belgier australischer Herkunft Matthew Gilmore, mit dem gemeinsam er 29-mal startete und zehnmal gewann.

## Berufliches
2004 trat McGrory vom aktiven Radsport zurück. Seitdem ist er u. a. als Radsport-Kommentator für das australische Fernsehen tätig. Seit 2008 arbeitet er als Trainer am Victorian Institute of Sport. Unter dem Namen OzCycling.com produzierte er Videobeiträge über große Radrennen für das Internet. Er war Moderator der Sendung full cycle für den Fernsehsender Nine Network. Auch gehörte er zum Kommentatoren-Team von Seven Network bei den Olympischen Spielen 2016.
McGrory ist auch Sportlicher Leiter der australischen Straßenmeisterschaften und seit 2019 gemeinsam mit John Trevorrow der Herald Sun Tour.

## Ehrungen
Nach seinem Olympiasieg im Jahre 2000 wurde Scott McGrory mit der Medaille des Order of Australia geehrt. 2019 wurde er in die Cycling Australia Hall of Fame aufgenommen.

## Erfolge
| 1988 - Olympische Spiele – Mannschaftsverfolgung (mit Brett Dutton, Wayne McCarney, Stephen McGlede und Dean Woods) 1995 - Australischer Meister – Zweier-Mannschaftsfahrer (mit Stephen Pate) 1996 - Weltmeisterschaft – Zweier-Mannschaftsfahren (mit Stephen Pate) 1999 - Sechstagerennen von Gent (mit Jimmi Madsen) 2000 - Olympiasieger – Zweier-Mannschaftsfahren (mit Brett Aitken) | 1994 - eine Etappe Herald Sun Tour - zwei Etappen Tour des Pyrénées 1995 - eine Etappe Herald Sun Tour 1996 - eine Etappe Bay Cycling Classic 1997 - eine Etappe Herald Sun Tour 1999 - eine Etappe Bayern-Rundfahrt - eine Etappe Bay Cycling Classic |